# Galle (Mondkrater)
Galle ist ein kleiner Einschlagkrater im Mare Frigoris, nordnordöstlich des hervorstechenden Kraters Aristoteles.
Der kreisförmige Krater weist einen scharfkantigen Rand auf und zeigt kaum Spuren von Erosion. Der Kraterrand besitzt im Norden und Nordosten leichte Ausbuchtungen, ist aber ansonsten ziemlich symmetrisch.
| Buchstabe | Position           | Durchmesser | Link |
| --------- | ------------------ | ----------- | ---- |
| A         | 53,98° N, 22,25° O | 6 km        |      |
| B         | 55,55° N, 17,54° O | 7 km        |      |
| C         | 57,79° N, 24,51° O | 11 km       |      |

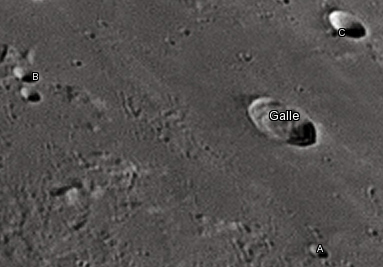
Galle und seine Nebenkrater

Der Krater wurde 1935 von der IAU offiziell nach dem deutschen Astronomen Johann Gottfried Galle benannt.